# Jeunesse de nuit
Pour plus de détails, voir Fiche technique et Distribution.
Jeunesse de nuit (Gioventù di notte) est une comédie de mœurs franco-italienne réalisée par Mario Sequi et sortie en 1961.
Il s'agit du premier film avec Stefania Sandrelli.

## Synopsis
Elio est membre d'un groupe de jeunes, tous de bonne famille, qui s'amusent en passant leurs journées à se lancer des défis stupides et à perpétrer des activités illicites. Leurs actions s'intensifient et les amènent à commettre un vol. Malheureusement, le braquage se termine mal et un décès survient : le groupe se retrouve alors impliqué dans un meurtre. La police tâtonne dans le noir en raison de la complexité de l'enquête. Pendant ce temps, Elio rencontre et tombe amoureux d'une strip-teaseuse de boîte de nuit, Suzette. Le reste du groupe, après un certain temps, pense s'en être tiré, mais commet une imprudence qui permettra à la police de les retrouver et de les arrêter.

## Fiche technique
Sauf indication contraire, les informations mentionnées dans cette section peuvent être confirmées par la base de données cinématographiques Unifrance,  présente dans la section « Liens externes ».
- Titre français : Jeunesse de nuit ou Nue chaque soir[1]
- Titre original italien : Gioventù di notte[2]
- Réalisateur : Mario Sequi
- Scénario : Mariano Bonelli, Daniel Wronecki et Ugo Moretti d'après son roman
- Photographie : Pier Ludovico Pavoni
- Montage : Renato Cinquini (it)
- Musique : Piero Piccioni
- Décors : Peppino Piccolo
- Production : Peppino Piccolo, Franco Carnicelli, Ferdinando Anselmetti, Pierre Gurgo-Salice, Gianni Fuchs
- Société de production : Cinecompagnia Romana, Cinecompar, Lux Compagnie Cinématographique de France, Multifilms, Nord Industrial Film
- Pays de production :  Italie -  France
- Langue originale : italien
- Format : Noir et blanc - 2,35:1 - Son mono - 35 mm
- Durée : 94 minutes
- Genre : Comédie de mœurs
- Dates de sortie :
  - Italie : 1er juin 1961
  - France : 11 juillet 1962[1]
- Affiche : Jean Mascii (France)

## Distribution
- Tod Windsor : Marco
- Cristina Gaioni : Suzette
- Sami Frey : Elio
- Magali Noël : Elvi
- Sergio Fantoni : Commissaire
- Bruno Carotenuto : Gianfranco
- Nino Segurini : Fausto
- Nadia Gray : Fulvia
- Claudio Gora : le père de Marco
- Lia Zoppelli : la mère de Marco
- Brunella Bovo : Brunella
- Arnaldo Remi : Mimmo
- Stefania Sandrelli : Claudia
- Nadia Marlowa : Milena
- Nazzareno D'Aquilio : Bindi
- Rina Franchetti : Teresa
- Renato Terra : brigadier
- Fausto Guerzoni : vendeur de jouets
- Antonio Gradoli : portier de boîte de nuit
- Nino Marchetti : collègue du père de Marco
- Anna De Martino : assistante commerciale
- Cleofe Del Cile : cigarière